# Manfred Kern (Fußballspieler)
Manfred Kern (* 13. Februar 1964 in Wien) ist ein ehemaliger österreichischer Fußballspieler auf der Position eines Mittelfeldspielers. Als Nationalspieler bestritt er zwischen 1985 und 1988 drei Länderspiele.
Nach dem Ende seiner Karriere war Manfred Kern gemeinsam mit Frenkie Schinkels und Peter Stöger für die Wiener Austria tätig. Der Ex-Nationalspieler war für die EURO 2008 bei den Österreichischen Bundesbahnen Projektleiter.

## Erfolge
- 1 × Österreichischer Meister: 1991/92 mit FK Austria Wien
- 1 × Österreichischer Cupsieger: 1991/92 mit FK Austria Wien
- 2 × Österreichischer Supercupsieger: 1989/90 mit FC Admira Wacker und 1991/92 mit FK Austria Wien